# Ádammo
Ádammo est un groupe de power pop péruvien, originaire de Lima. Issu de la nouvelle scène péruvienne, il est formé en 2007 par quatre amis : Ezio Oliva, Diego Ubierna, Nicholas Cáceres, Renzo Bravo. Le groupe se sépare en 2013.

## Biographie
Le groupe prend le nom Adammo, qui tire son origine du mot grec adammo, pour évoquer leur « plaisir » de faire de la musique. En 2007, le groupe fait ses premiers pas en remportant le concours Bandas de garaje, organisé par Studio 92, où plus de 200 groupes péruviens y participent.
En juillet 2008, le groupe est invité à jouer à côté du groupe mexicain Camila devant un public de 10 000 spectateurs dans le Jockey Club du Pérou. À la fin du concert, l'accueil du public envers le nouveau groupe était tellement favorable que les assistants leur demandait des dédicaces et en prenait des photos. Cette première présentation était devenue un tremplin pour l'avenir du groupe.
Sorti le 25 avril 2009, leur premier album, produit par Francisco Murias, devient un succès avec les deux morceaux Sin miedo et En tus sueños à la tête du classement MTV Latino. Le groupe présente son album à la Discoteca Vocé, à Lince ; l'album est nommé d'un Grammy Latino. Le groupe participe également au Festival de Musique Pop 2009 et commence à enregistrer son deuxième album. Son premier clip vidéo est réalisé par Percy Céspedez et paraît sur Latin MTV. Cette même année, Adammo obtient son premier prix international pour meilleure révélation lors des MTV Awards.
En janvier 2010, le groupe confirme sa participation à la tournée sud-américaine de Beyoncé le 16 février à Lima. En février la même année, le groupe participe au Powerpop Fest du 25 février au Barranco Bar (Barranco) de Lima. En mai, ils annoncent leur entrée au studio Choice Recording avec notamment Jonas Brothers, Lady Gaga, Backstreet Boys, Demi Lovato, Green Day, Christina Aguilera, et New Kids on the Block. En mai, le groupe sort le clip de Algún día qui leur fait remporter les Premios APDAYC dans la catégorie du « meilleur groupe de rock de l'année ». En juillet 2010, Ádammo révèle son désir de se délocaliser au Mexique pour conquérir le marché international.
En janvier 2011, le journal péruvien La República considère Ádammo comme le plus suivi sur Twitter de toute l'année 2010. En 2011 toujours, le groupe est invité par l'actrice Disney Andrea Guasch à participer à une représentation sur Internet.
En février, ils participent à l'Amber Fest' avec Vali Caceres et Andrea Guasch.
Le groupe décide de se séparer en 2013.

## Discographie

### Albums studio
- 2009 : Sin miedo
- 2010 : Si algún día

### Singles
- 2009 : Sin miedo (album Sin miedo)
- 2009 : En tus sueños (album Sin miedo)
- 2010 : Si algún día (album Si algún día)